# Мордвинов, Михаил Иванович
Михаи́л Ива́нович Мордви́нов (1730—1782) — русский инженер-генерал, военный педагог.

## Биография
Происходил из рода Мордвиновых. Родился 5 (16) ноября 1730 1730 года, в военную службу записан в 1736 году, образование получил в Сухопутном шляхетском кадетском корпусе, откуда был выпущен 23 декабря 1747 года инженер-прапорщиком.
В 1756 году в чине капитана был назначен заведующим Инженерной школой, а при соединении её с артиллерийской — начальником этой новой инженерно-артиллерийской школы, которую довел до отличного состояния. По плану Мордвинова эта школа в 1762 году была преобразована в Артиллерийский и инженерный кадетский корпус (впоследствии — Второй кадетский корпус).
22 сентября 1764 году с производством в полковники Мордвинов был переведён в артиллерию командиром 2-го фузилерного полка и через шесть лет, в чине генерал-майора, назначен «Директором от строения государевых дорог». В 1771 году, оставаясь на этом посту, Мордвинов был возвращён на должность директора Артиллерийского и инженерного кадетского корпуса; при этом власть его была значительно расширена. Кроме того, в 1767 году он был избран депутатом в Екатерининскую комиссию для составления Нового уложения.
17 марта 1774 года Мордвинов был произведён в генерал-поручики и назначен генерал-инженером — начальником всей инженерной части и всех путей сообщения, сухопутных и водных, в России с оставлением в должности директора Артиллерийского кадетского корпуса.
В 1775 году, по повелению Екатерины II им был организован Корпус чужестранных единоверцев (Греческая гимназия)), для воспитания детей греков.
1 января 1780 года Мордвинов был уволен от должности инженер-генерала, с оставлением лишь «при управлении и наблюдении над Артиллерийским и инженерным кадетским корпусом, над Гимназиею Чужестранных Единоверцев и при других, ему порученных, комиссиях».
Среди наиболее крупных строений, возведённых под руководством Мордвинова в Санкт-Петербурге, известны Мраморный и Чесменский дворцы, а также невская набережная.
Умер 7 (18) октября 1782 года. Похоронен на Лазаревском кладбище Александро-Невской лавры (В Петербургском некрополе указано, что он «жил 56 л. 11 м., 2 д.»).

## Семья
Был женат на Екатерине Александровне Саблуковой (1747—20.11.1823), дочери камер-лакея царевны Елизаветы Петровны и её кофишенка, Александра Ульяновича Саблукова (1712—1773) и Агафьи Яковлевны Довбежко (1717—1769); сестре сенатора А. А. Саблукова. В браке имели трёх сыновей и четырёх дочерей:
- Александра (06.05.1776—21.04.1809), с 11.05.1791 года замужем за основателем Школы колонновожатых генерал-майором Н. Н. Муравьёвым, мать Н. Н. Муравьёва-Карсского и М. Н. Муравьёва-Виленского.
- Николай (1768—1844), генерал-майор; у него сын Александр.
- Дмитрий (1772—1848), действительный камергер, тайный советник, сенатор.
- Владимир (1775—1819), генерал-майор, герой сражения при Прейсиш-Эйлау.
- Варвара(1766 — 1842), в 1-м браке за Александром Фёдоровичем Муравьёвым, во 2-м браке за Павлом Марковичем Полторацким.
- Елизавета[2] (06.05.1776 — 01.02.1802); в 1797 году окончила с шифром Императорское Воспитательное Общество(8-й выпуск); была замужем за Михаилом Ивановичем Полетика.
- Екатерина[2] (18.05.1777 --  )в 1797 г. окончила Императорское Воспитательное Общество(8-й выпуск);в браке с 23.04.1804 с Чернышевым Иосефом Петровичем.